# Неафокейска кула
Неафокейската или Светипавловата кула (на гръцки: Πύργος Νέας Φώκαιας ή Αγίου Παύλου) е византийска кула край село Неа Фокея, дем Касандра, Гърция. В района на кулата се провеждат летни културни събития, част от фестивала на Касандра.

## Местоположение
Кулата се намира на нисък хълм на скалист бряг, югоизточно от селото. До кулата се намира църквата „Свети Апостоли“, построена през 1868 година.

## История
Построена е на мястото на праисторическо селище с материали от античната Потидея вероятно в 1407 година, когато Йоан VII Палеолог предоставя района на сегашното село на светогорския манастир „Свети Павел“ или малко по-късно. Кулата е издигната за защита на метоха на манастира. Изгорена е в 1821 година по време на Халкидическото въстание, когато Емануил Папас установява щаба си в нея. Реконструирана в 1976 година.

## Описание
Издига се на височина от 17 m с размери 7 х 7 m. Тя е единствената крепостна кула оцеляла до бойниците. Около кулата са запазени останки от метох и параклис от 1868 година. Част от източното ѝ крило се използва за училище за бежанците от 1922 година. Реставрирана е в 1992 година, за да се използва за културни събития.